# 野々市市立富陽小学校
野々市市立富陽小学校（ののいちしりつふようしょうがっこう）は、石川県野々市市中林にある公立小学校。

## 概要
1981年、野々市小学校の児童数増加に伴い同年9月に建設が着工した。1982年1月には学校名が富陽小学校に決まり、4月に開校した。さらに児童数増加し2009年から2012年にかけて校舎増築工事及び大規模改造工事が行われた。

## 沿革
- 1982年4月1日 - 野々市町立富陽小学校開校[1]。
- 1982年10月21日 - 校舎落成[1]。
- 2009年3月 - 2、3階ホール増築[1]。
- 2011年11月11日 - 野々市市の市制施行に伴い、野々市市立富陽小学校に校名変更。
- 2012年3月18日 - 校舎増築完成[1]。
- 2013年3月23日 - 大規模改造工事終了[2]。

## 通学区域
- 新庄1〜6丁目、粟田（あわだ）1〜6丁目、末松1〜3丁目、上林1〜5丁目、中林1〜5丁目、下林1〜4丁目、藤平、藤平田（とへいだ）1、2丁目、清金1〜3丁目[3]
- 新庄1、2丁目と末松1、2丁目の1〜4年生はバス通学が認められている。
- 全区域の児童が野々市中学校に進学する。

## 公務災害
- 2016年1月20日、同校学年主任の女性教員（当時51歳）が校内での研究会中にくも膜下出血を発症し倒れて意識不明となり、同年2月3日に死亡。2017年2月3日、遺族が勤務中に倒れて亡くなったのは過重な勤務が原因として市役所を訪れ、民間の労災にあたる公務災害認定を地方公務員災害補償基金県支部宛に申請[4]。

## 学校周辺
- 石川県立明和特別支援学校
- 野々市スポーツランド
- 富奥保育園

## 出身者
- 米林宏昌（アニメーター、スタジオジブリ作品監督）[5][6]